# Порошино (Пензенская область)
Поро́шино — село в Пачелмском районе Пензенской области России. Входит в состав Титовского сельсовета.

## География
Село находится в западной части Пензенской области, в пределах Приволжской возвышенности, в лесостепной зоне, на берегах реки Тростина, на расстоянии примерно 28 км (по прямой) к северо-востоку от Пачелмы, административного центра района. Абсолютная высота — 174 м над уровнем моря.

### Климат
Климат характеризуется как умеренно континентальный, с холодной продолжительной зимой и тёплым летом. Среднегодовая температура воздуха — 3,6 — 3,8 °C. Средняя температура воздуха самого тёплого месяца (июля) — 19 °C (абсолютный максимум — 39 °C); самого холодного (января) — −12 °C (абсолютный минимум — −49 °C). Вегетационный период длится 145 дней. Среднегодовое количество атмосферных осадков варьируется от 460 до 480 мм, из которых большая часть выпадает в тёплый период. Снежный покров устанавливается в конце ноября и держится в течение 150 дней.

### Часовой пояс
Село Порошино, как и вся Пензенская область, находится в часовой зоне МСК (московское время). Смещение применяемого времени относительно UTC составляет +3:00.

## Население
| 1762 | 1864 | 1877  | 1897  | 1911  | 1926  | 1930  |
| ---- | ---- | ----- | ----- | ----- | ----- | ----- |
| 792  | ↗984 | ↗1122 | ↗1308 | ↗1674 | ↘1542 | ↗2185 |
| 1939 | 1959 | 1979  | 1989  | 1996  | 2002  | 2010  |
| ↘678 | ↘482 | ↘243  | ↘124  | ↘101  | ↘54   | ↘10   |

### Национальный состав
Согласно результатам переписи 2002 года, в национальной структуре населения русские составляли 91 % из 54 чел.

## Известные уроженцы
- Бельцов, Георгий Степанович (1918—2005) — советский военный деятель, генерал-майор.